# 塞马耶·克里斯顿
塞马耶·克里斯顿（英語：Semaj Christon，1992年11月1日—），美国职业篮球员，大学曾效力于泽维尔大学辛辛那提分校。

## 大学生涯
当克里斯顿在布鲁斯特预科学院毕业后，他选择加入了家乡的泽维尔大学辛辛那提分校。在他的新秀赛季，克里斯顿场均能贡献15.2分和4.6次助攻，得到了大西洋赛区最佳新秀和入选了大西洋赛区第二队。在大二赛季，他带领泽维尔大学進入大东区锦标赛，并且以场均17分4.2助攻的数据毫无争议地进入了大东区锦标赛第一队。

## NBA生涯
2014年3月29日，克里斯顿决定参加NBA选秀，放弃他在泽维尔大学的剩余两年学业。在选秀大会上，克里斯顿在2轮总第55顺位被迈阿密热火队选中，旋即与沙巴兹·内皮尔和P·J·海尔斯顿被交易到夏洛特黄蜂，此后黃蜂隊又爲獲取現金而將他出售至俄克拉何马城雷霆。

### 俄克拉何马城雷霆时期（2014-2015）
克里斯顿在2014年NBA夏季联赛代表雷霆队出战，场均可以拿到11.3分2.8次助攻。